# 25 de Mayo (Urugwaj)
25 de Mayo – miasto w Urugwaju, w departamencie Rocha.